# Watchmen : Les Gardiens
Pour les articles homonymes, voir Watchmen (homonymie).
Pour plus de détails, voir Fiche technique et Distribution.
Watchmen : Les Gardiens (Watchmen), ou Les Gardiens au Québec, est un film américain de super-héros réalisé par Zack Snyder, sorti en 2009.
C'est l'adaptation du comic Watchmen d'Alan Moore et Dave Gibbons, édité par DC Comics. Le film se déroule dans une réalité alternative où les États-Unis et l'Union soviétique sont sur le point d'entrer en guerre et où un groupe de super-héros enquête sur une machination qui semble dirigée contre eux, mais cache en fait un plan plus global.
Cette adaptation a été mise en chantier et abandonnée plusieurs fois par des sociétés de production différentes, ce qui a causé un conflit juridique entre 20th Century Fox et Warner Bros., studio qui a mené le projet à bien, avant la sortie du film. Le tournage s'est déroulé à Vancouver de septembre 2007 à février 2008. Le film n'a remporté qu'un succès commercial modeste par rapport à son budget et a profondément divisé la critique. Il a remporté le Saturn Award du meilleur film fantastique.

## Synopsis
L'action se déroule en 1985 dans une Amérique alternative, dans laquelle des héros costumés ont modifié l'histoire. Une première équipe de super-héros, les Minutemen, s'est constituée à la fin des années 1930 et une deuxième équipe, les Watchmen, s'est formée quelques décennies plus tard. Les États-Unis ont gagné la guerre du Viêt Nam en 1971 grâce au docteur Manhattan et Richard Nixon en est à son cinquième mandat présidentiel, mais les héros costumés ont été déclarés illégaux par le Congrès. Ils ont tous pris leur retraite sauf deux : le brutal et cynique Comédien, qui travaille à présent pour le gouvernement, et le paranoïaque et incontrôlable Walter Kovacs dit Rorschach qui est recherché par la police. Le monde se dirige quant à lui vers une guerre nucléaire entre les États-Unis et l'Union soviétique à la suite de l'ingérence russe en Afghanistan.
Lorsque Edward Blake, alias le Comédien, est défenestré après un violent combat dans son appartement, Rorschach mène l'enquête pour découvrir qui l'a tué. Il découvre que Blake était le Comédien et en conclut que quelqu'un veut éliminer les héros masqués un par un. Il essaie de prévenir ses camarades retraités — son ancien partenaire Daniel Dreiberg (le Hibou II), ainsi que Jonathan Osterman (le docteur Manhattan) et Laurie Jupiter (le Spectre Soyeux II), qui vivent ensemble. Dreiberg est incrédule, mais va pourtant informer de cette hypothèse le milliardaire Adrian Veidt (Ozymandias), qui l'écarte. Manhattan accueille quant à lui la nouvelle avec indifférence.
Lors de l'enterrement de Blake, chacun des anciens Watchmen (à l'exception du Spectre Soyeux qui n'est pas venue aux funérailles) se souvient du Comédien et des actes qu'il a commis : le docteur Manhattan se souvient de la cruauté du Comédien après qu'il s'est fait balafrer par une jeune femme enceinte de lui au Viêt Nam ; Ozymandias de la première réunion des Watchmen au cours de laquelle le Comédien s'est moqué d'eux ; et Dreiberg du comportement du Comédien tirant sur une foule en colère pendant la grève de la police. On découvre aussi que le Comédien a tenté de violer Sally Jupiter (la mère de Laurie, ainsi que le premier Spectre Soyeux). Après les funérailles de Blake, Rorschach va voir Moloch, l'un des anciens ennemis du Comédien, car il l'a aperçu lors de l'enterrement. Rorschach l'oblige à lui révéler comment il connaissait la véritable identité du Comédien et Moloch lui apprend que ce dernier était venu lui rendre visite, sans masque, ivre et apparemment bouleversé, peu de temps avant sa mort.
Alors que le docteur Manhattan et Laurie ont des rapports sexuels, celui-ci travaille en même temps sur un réacteur téléporté en Antarctique pour Veidt. Laurie le quitte en lui reprochant de ne pas avoir de sentiments pour les humains. Elle se réfugie chez Dreiberg. Les deux anciens super-héros deviennent plus proches quand ils combattent ensemble contre des voyous dans une ruelle.
Lors d'une interview télévisée, le docteur Manhattan est accusé d'avoir provoqué un cancer chez son ancienne petite amie Janey Slater, ainsi que chez d'autres personnes qui ont travaillé avec lui avant l'accident scientifique qui lui a donné ses extraordinaires pouvoirs. Le docteur Manhattan s'exile immédiatement sur Mars, donnant ainsi à l'Union soviétique la confiance suffisante pour envahir l'Afghanistan en son absence tandis que Nixon prépare une attaque nucléaire sur l'URSS. Plus tard, la théorie de Rorschach semble se confirmer quand Veidt, qui avait depuis longtemps révélé son identité secrète au monde, échappe à une tentative de meurtre par un livreur de "Pyramid Transnational" qui semble se suicider pour éviter d'être capturé. Rorschach se fait peu après arrêter par la police pour le meurtre de Moloch après un long combat. Sa véritable identité est révélée au grand jour et il part en prison après un entretien avec le psychiatre.
Pendant ce temps, Laurie et Dreiberg deviennent amants puis reprennent leurs costumes de Hibou et Spectre Soyeux et s'envolent à bord de l'aéronef Archie du Hibou. Ils sauvent plusieurs familles d'un incendie en ville. Une émeute en prison est déclenchée par les ennemis de Rorschach. Laurie et Dreiberg partent tenter de libérer Rorschach qui fait vivre un véritable enfer aux détenus, en particulier à l'un de ses anciens adversaires - Big Boss - qu'il finit par tuer pendant l'émeute de la prison après avoir retrouvé son masque et ses anciens amis venus le libérer. Le Spectre Soyeux retrouve ensuite le docteur Manhattan. Il l'emmène sur Mars et, alors qu'elle lui demande de sauver le monde, explique qu'il ne s'intéresse plus à l'humanité. Comme il sonde les souvenirs de son amie, il découvre que le Comédien était son père. Son intérêt pour l'humanité renouvelé par cet ordre improbable d'événements, le docteur Manhattan revient sur Terre avec Laurie.
En poursuivant leur enquête sur "Pyramid Transnational", Rorschach et le Hibou découvrent que Veidt est derrière toute cette conspiration, et Rorschach note ses soupçons dans son journal. Rorschach et le Hibou affrontent Veidt, habillé dans son costume d'Ozymandias, dans sa base en Antarctique où il vient d'assassiner toute son équipe de scientifiques. Ozymandias confirme qu'il a tué le Comédien qui connaissait ses plans et provoqué l'exil du docteur Manhattan, ainsi que l'arrestation de Rorschach. Il a aussi organisé sa propre tentative de meurtre pour se laver de tout soupçon. Il explique que son plan est d'empêcher la guerre nucléaire en détruisant plusieurs grandes villes avec les réacteurs d'énergie que le docteur Manhattan l'a aidé à créer sous le prétexte de fournir l'énergie librement au monde. En tuant des millions de gens, il compte ainsi sauver le reste de l'humanité en l'unissant contre le docteur Manhattan. Rorschach et le Hibou essaient de l'arrêter, mais Ozymandias leur est supérieur au combat. Ozymandias révèle alors que son plan a déjà été mis à exécution : les plus grandes villes du monde sont détruites et le monde entier pense que le docteur Manhattan en est responsable.
Le Spectre Soyeux et le docteur Manhattan arrivent au milieu des ruines de New York, et comprennent que tout ceci est l'œuvre d'Ozymandias. Ils se téléportent en Antarctique pendant que Veidt se retire, juste après sa victoire sur Rorschach et le Hibou. Le docteur Manhattan est décidé à se débarrasser de Veidt, qui tente également mais vainement de l'éliminer, mais celui-ci abat son dernier atout : une nouvelle du journal télévisé dans laquelle le Président Nixon déclare que les États-Unis et les Soviétiques se sont alliés contre leur « ennemi commun » le docteur Manhattan. Les héros se rendent compte que révéler la vérité conduirait uniquement à détruire cette paix, fondée sur un mensonge mais bien réelle. Seul Rorschach n'est pas disposé à se taire et, à sa propre incitation, est désintégré par un Manhattan réticent. Après avoir fait ses adieux à Laurie, Le docteur Manhattan part ensuite pour une autre galaxie, alors que le Hibou et le Spectre Soyeux rentrent à New York et commencent une nouvelle vie ensemble, laissant Ozymandias, dont le plan a marché parfaitement mais qui a perdu tous ses amis, seul dans sa base glacée.
Le film se termine dans un journal où le rédacteur en chef est furieux, car il n'a rien d'intéressant à imprimer, à cause de la paix mondiale. Il dit à son jeune employé qu'il peut imprimer ce qu'il veut, à condition que ça fasse vendre. Au-dessus de la pile de courrier que le jeune journaliste s'apprête à consulter, se trouve le journal de Rorschach.

## Fiche technique
Sauf indication contraire, les informations mentionnées dans cette section peuvent être confirmées par les bases de données cinématographiques IMDb et Allociné,  présentes dans la section « Liens externes ».
- Titre original : Watchmen
- Titre français :  Watchmen : Les Gardiens
- Titre québécois : Les Gardiens
- Réalisation : Zack Snyder

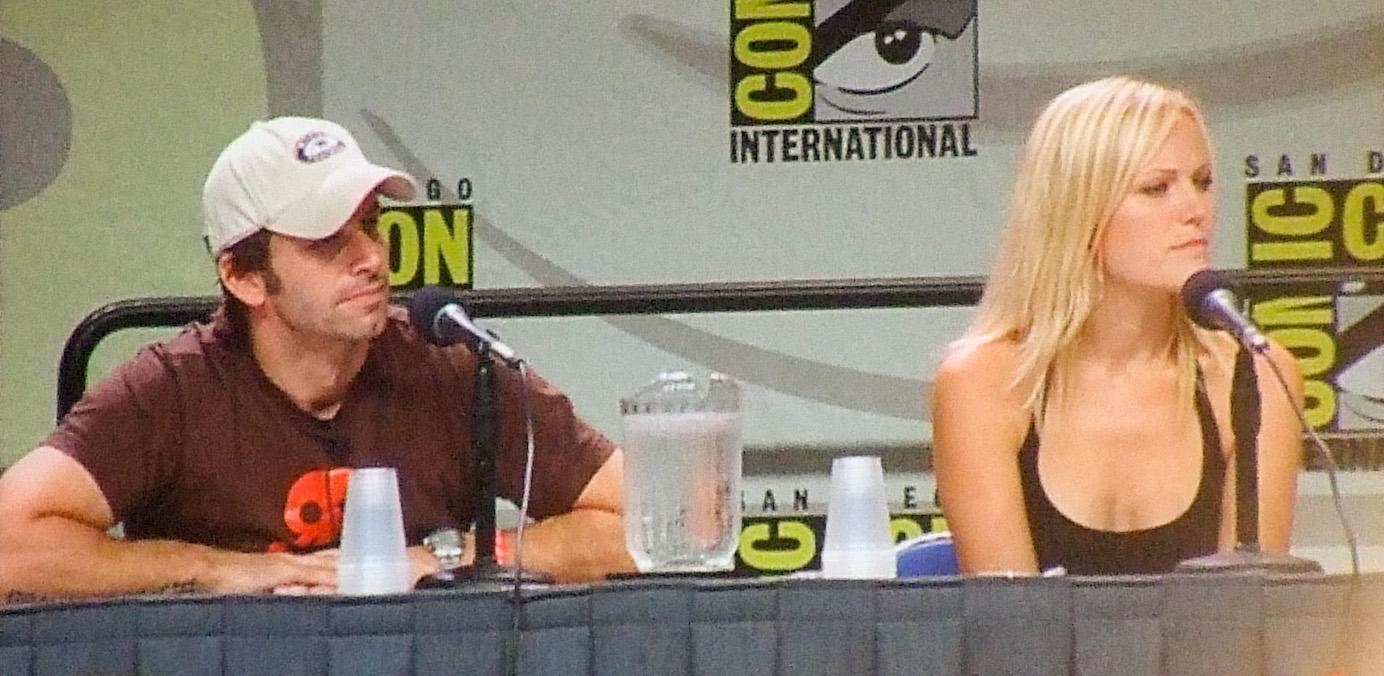
Le réalisateur Zack Snyder et l'actrice Malin Åkerman au Comic-Con de San Diego 2007.

- Scénario : David Hayter et Alex Tse, d'après le comic Watchmen, d'Alan Moore et Dave Gibbons
- Musique : Tyler Bates
- Direction artistique : François Audouy, Helen Jarvis et James Steuart
- Décors :  Alex McDowell
- Costumes : Michael Wilkinson
- Photographie : Larry Fong
- Son : Chris Jenkins, Frank A. Montaño, Scott Hecker
- Montage : William Hoy
- Production : Lawrence Gordon, Lloyd Levin, Deborah Snyder et Lorne Orleans
  - Production déléguée : Thomas Tull et Herbert W. Gains
  - Coproduction : Wesley Coller
- Sociétés de production[1] : Lawrence Gordon Productions, DC Comics, présenté par Warner Bros. et Paramount Pictures, en association avec Legendary Entertainment
- Sociétés de distribution : Warner Bros. (États-Unis et Québec) ; Paramount Pictures (France)
- Budget : 100 millions de $[2] ; 130 millions de $[3]
- Pays de production :  États-Unis
- Langue originale : anglais
- Format[4] : couleur (Technicolor) - 35 mm / 70 mm / D-Cinema - 2,39:1 (Cinémascope) (Panavision)
  - son DTS | Dolby Digital | Dolby | SDDS
- Genre : science-fiction, action, drame, super-héros
- Durée : 162 minutes (version cinéma) ; 186 minutes (director's cut) ; 215 minutes (ultimate cut)
- Dates de sortie[5] :
  - Royaume-Uni : 23 février 2009 (première mondiale à Londres)[6]
  - France, Belgique, Suisse romande : 4 mars 2009[7],[8]
  - États-Unis, Québec : 6 mars 2009[9]
- Classification[10] :
  - États-Unis : interdit aux moins de 17 ans (R – Restricted)[Note 1]
  - France : interdit aux moins de 12 ans[11],[Note 2] lors de sa sortie en salles mais aux moins de 16 ans à la télévision
  - Belgique : tous publics (Alle Leeftijden)[7]
  - Suisse romande : interdit aux moins de 16 ans[12]
  - Québec : 13 ans et plus (violence - horreur) (13+ / 13 years and over)[9]

## Distribution
- Jackie Earle Haley (VF : Julien Kramer et VQ : Éric Gaudry) : Walter Joseph Kovacs / Rorschach
- Patrick Wilson (VF : Alexis Victor et VQ : Frédéric Desager) : Dan Dreiberg / Le Hibou II
- Malin Åkerman (VF : Agathe Schumacher et VQ : Marika Lhoumeau) : Laurie Jupiter / Le Spectre soyeux II
- Billy Crudup (VF : Fabrice Josso et VQ : Daniel Picard) : Jon Osterman / Docteur Manhattan
- Matthew Goode (VF : Axel Kiener et VQ : Frédéric Paquet) : Adrian Veidt / Ozymandias
- Jeffrey Dean Morgan (VF : Gilles Morvan et VQ : Benoît Rousseau) : Edward Blake / Le Comédien
- Carla Gugino (VF : Virginie Méry et VQ : Catherine Proulx-Lemay) : Sally Jupiter / Le Spectre soyeux I
- Matt Frewer (VF : Emmanuel Karsen et VQ : Jacques Lavallée) : Edgar Jacobi / Moloch
- Stephen McHattie (VF : Gérard Rinaldi / Hervé Jolly (Version Ultimate Cut) et VQ : Jean-Marie Moncelet) : Hollis Mason / Le Hibou I
- Laura Mennell (VF : Hélène Bizot et VQ : Mélanie Laberge) : Janey Slater
- Rob LaBelle (VF : Yann Guillemot / Bruno Choël (Version Ultimate Cut) et VQ : Sébastien Dhavernas) : Wally Weaver
- Gary Houston (VF : Philippe Catoire) : John McLaughlin
- James Micheal Connor (VF : Phillipe Dumond) : Pat Buchanan
- Mary Ann Burger (VF : Marion Game) : Eleanor Clift
- John Shaw (VF : David Krüger) : Doug Roth, le journaliste du Nova Express
- Robert Wisden (VF : Jean-Pierre Moulin) : Richard Nixon
- Jerry Wasserman (VF : Féodor Atkine) : l'inspecteur Fine
- Don Thompson (VF : Bernard-Pierre Donnadieu) : l'inspecteur Gallagher
- Frank Novak (VF : Jean Lescot) : Henry Kissinger
- Garry Chalk (VF : Jean Barney) : un général du NORAD
- Ron Fassler (VF : Pierre Dourlens) : Ted Koppel, présentateur de l’émission Face à Face avec le Dr Manhattan
- Stephanie Belding (VF : Pascale Chemin) : Janet Black, une journaliste
- William S. Taylor (VF : Paul Borne) : le psychiatre de la prison
- Malcolm Scott (VF : Jean-Luc Atlan) : le voyou obèse
- Walter Addison (VF : Marc Moro) : Lee Iacocca
- Fulvio Cecere (VF : Bernard Bollet) : l'agent Forbes
- Christopher Gauthier (VF : Philippe Bozo) : Seymour David, journaliste au New Frontiersman
- L. Harvey Gold (VF : Richard Leblond) : l’éditeur du New Frontiersman
- Dan Payne : Bill Dollar
- Niall Matter : l'Homme-Insecte
- Apollonia Vanova : Ursula Zandt / la Silhouette
- Glenn Ennis : le Juge Masqué
- Darryl Scheelar : Captain Metropolis
- Danny Woodburn (VF : Gérard Surugue) : Big Boss (non crédité)
- Zack Snyder : un soldat au Vietnam (cameo)
- Gerard Butler : le marin des contes du Vaisseau Noir (version Ultimate Cut uniquement)

Sources doublage : VoxoFilm, Nouveau Forum Doublage Francophone (VF) et doublage.qc.ca (VQ)

Photos des acteurs principaux
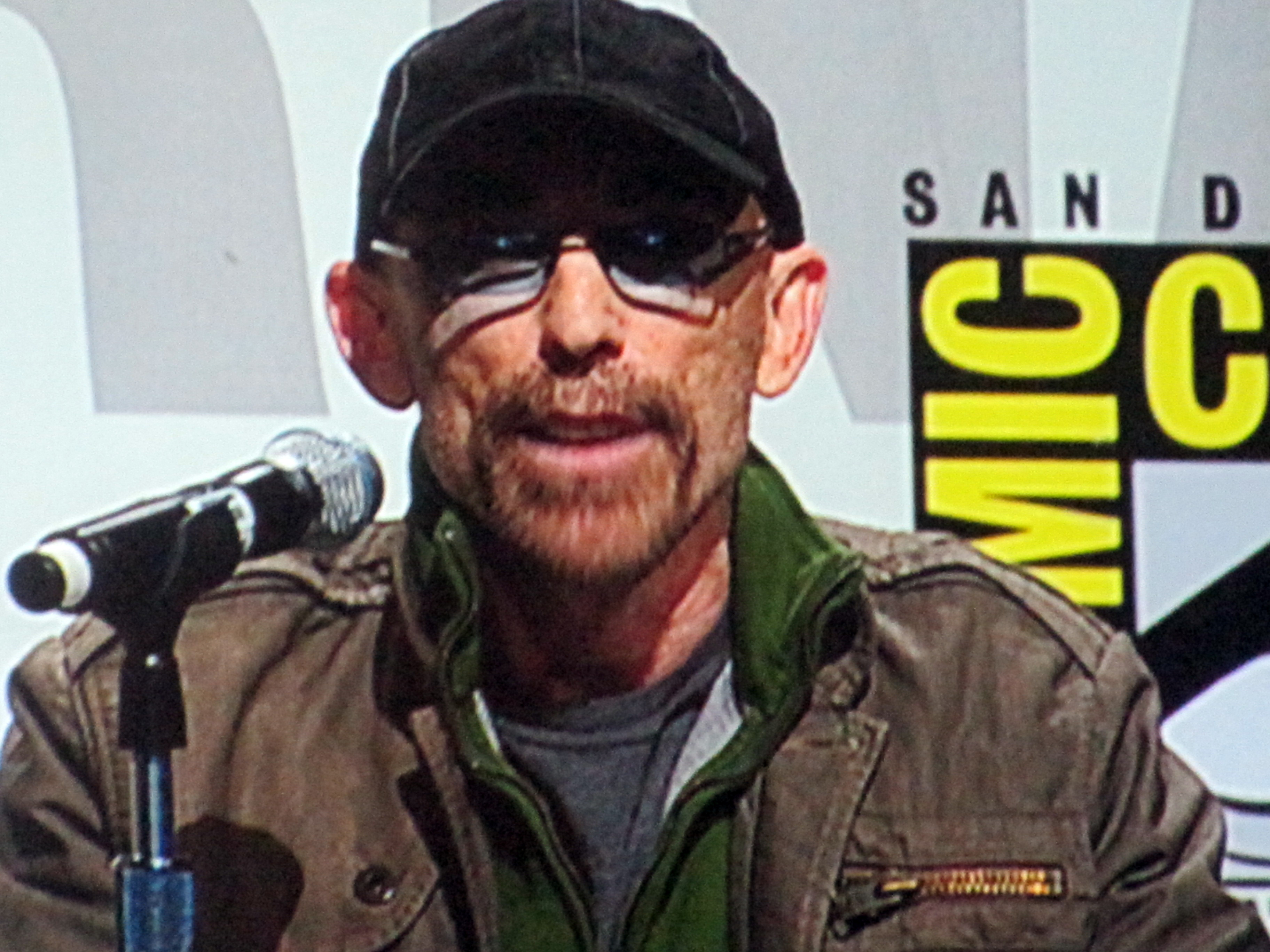
Jackie Earle Haley joue le rôle de Rorschach.
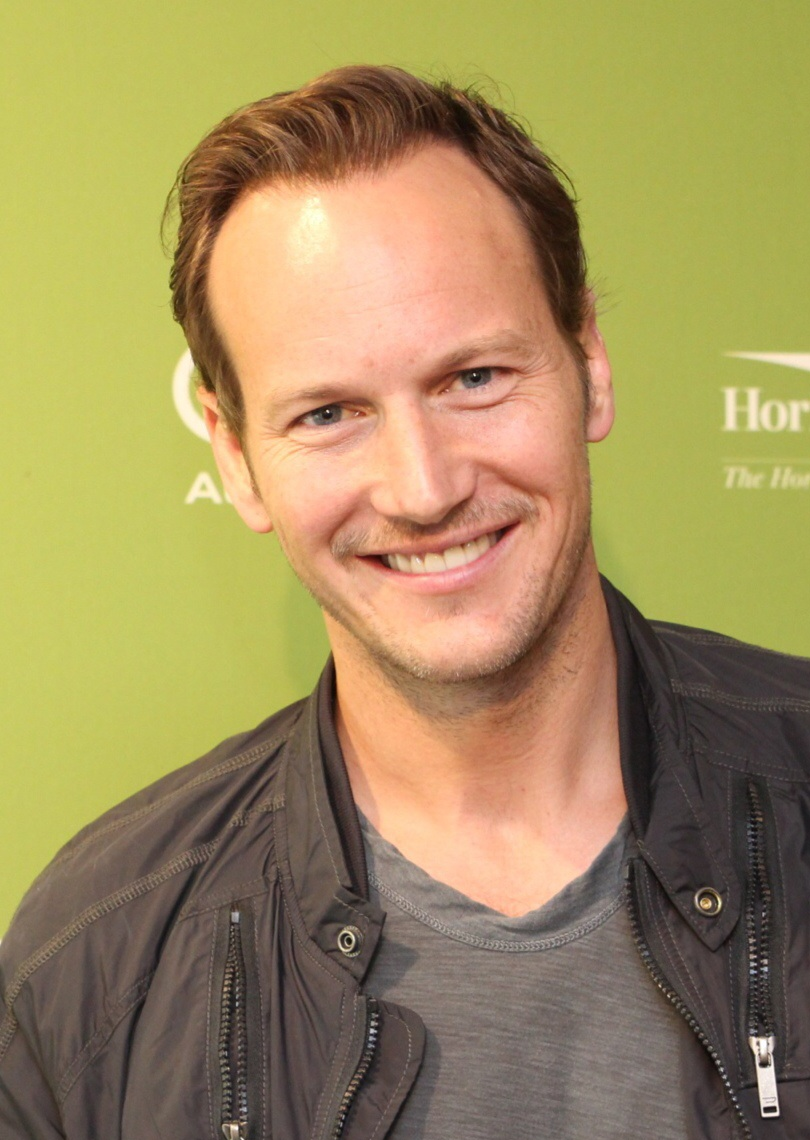
Patrick Wilson interprète le Hibou.
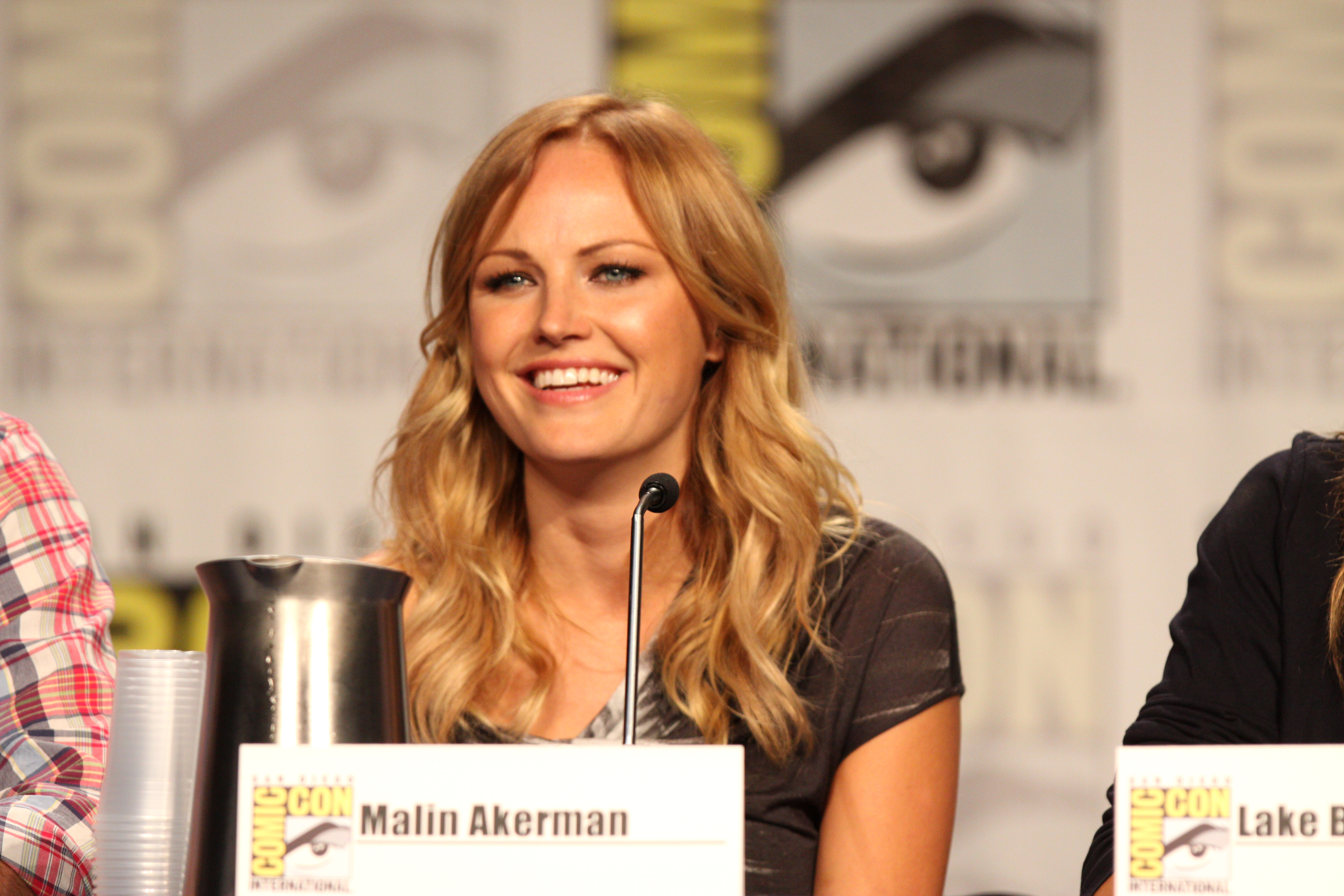
Malin Åkerman interprète le Spectre Soyeux.
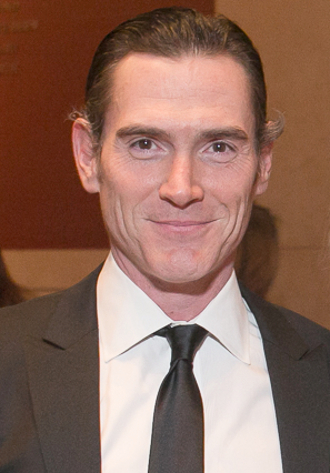
Billy Crudup joue le rôle du Dr Manhattan.
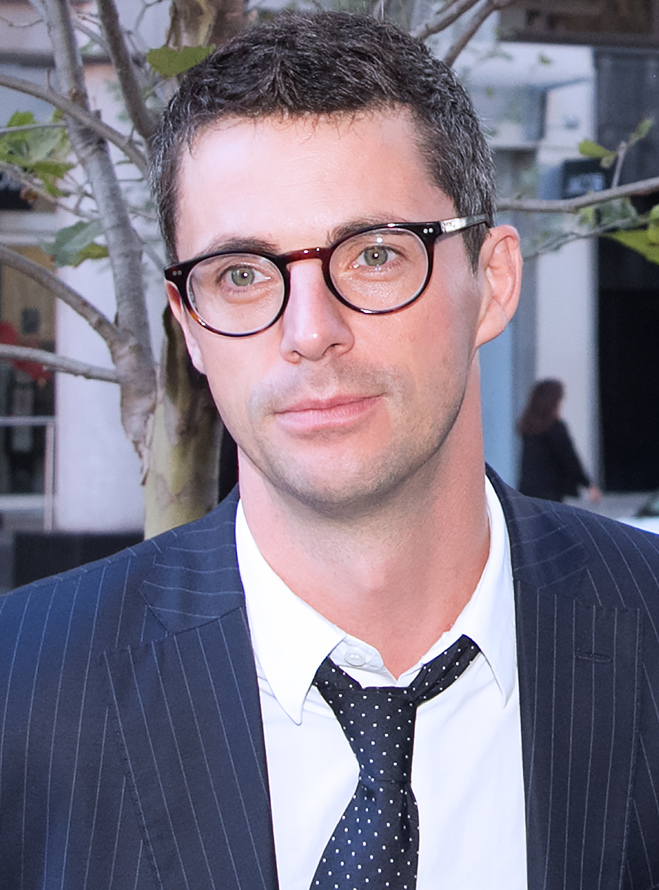
Matthew Goode interprète Ozymandias.
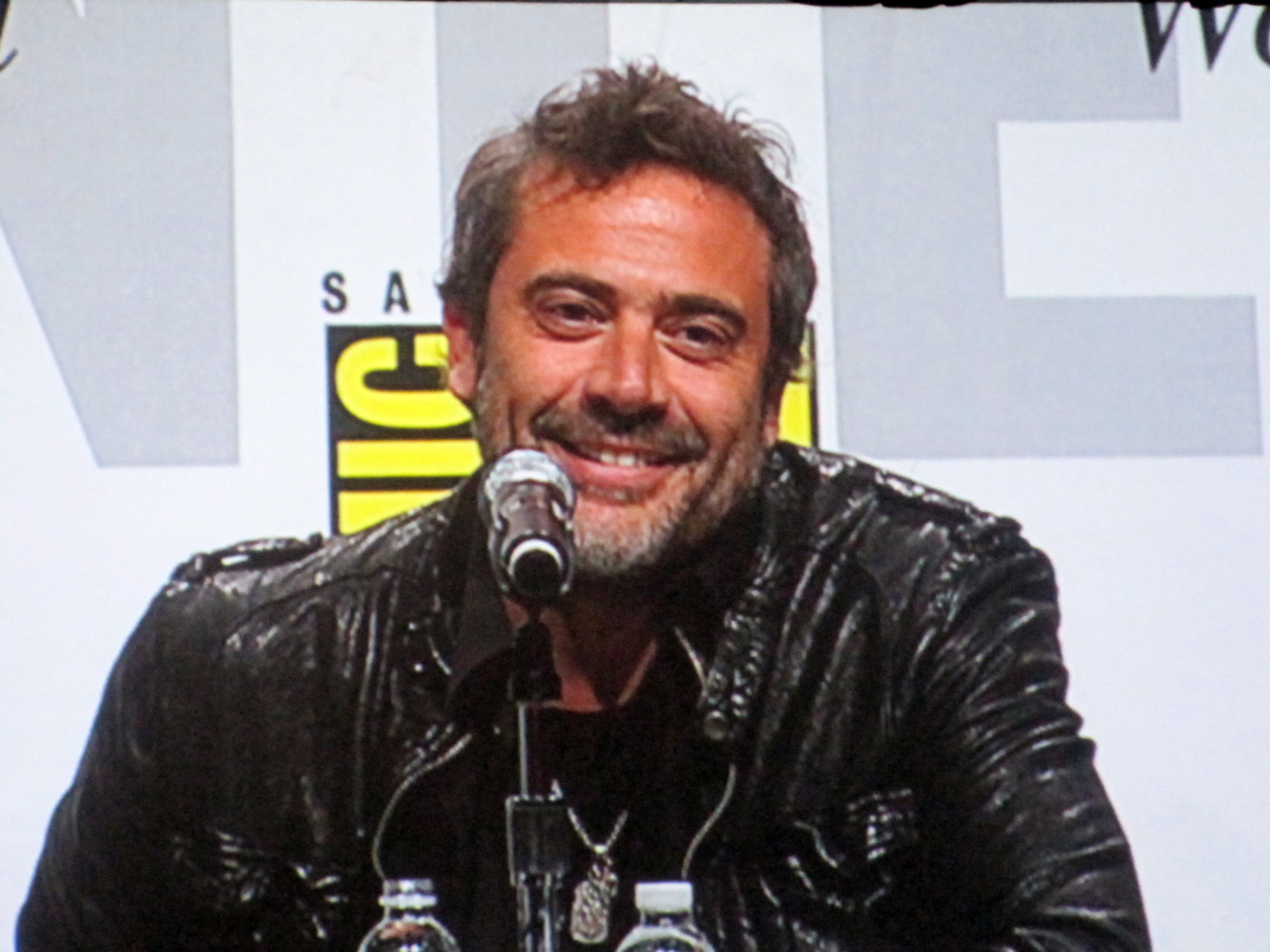
Jeffrey Dean Morgan joue le rôle du Comédien.
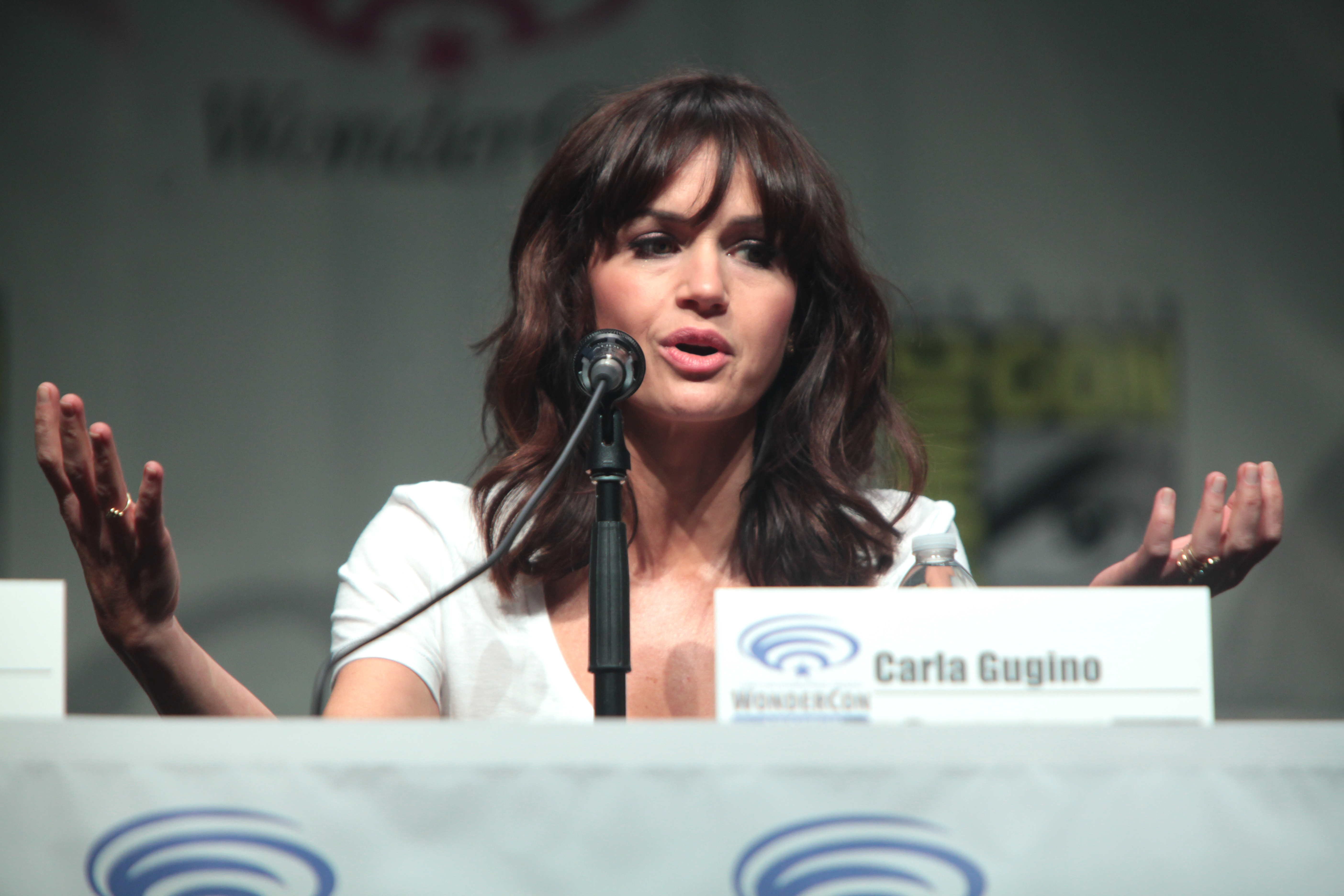
Carla Gugino dans le rôle de Sally Jupiter / Le Spectre Soyeux I

## Production

### Développement du projet

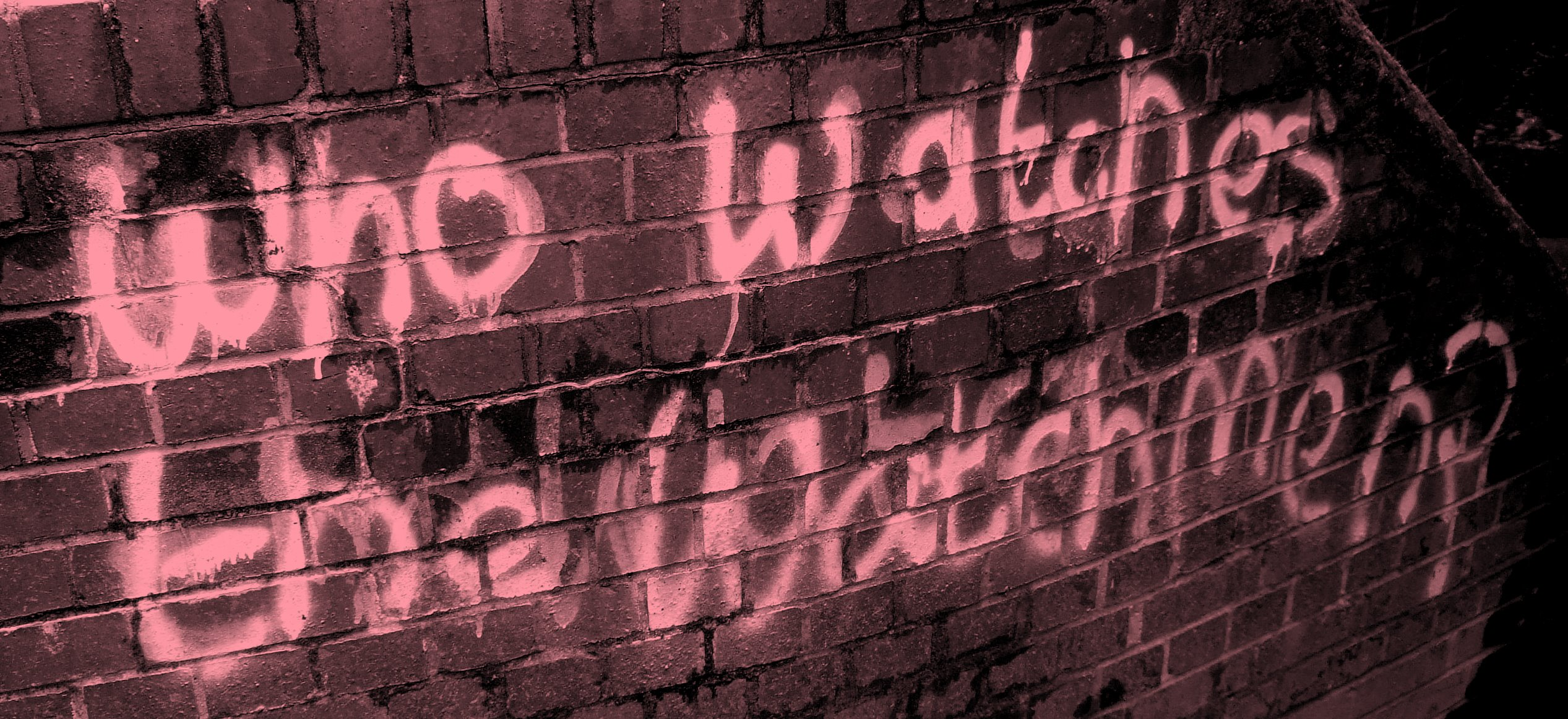
Graffiti semblable à celui qu'on peut voir dans le film.

En 1986, les producteurs Lawrence Gordon et Joel Silver acquièrent les droits d'adaptation de Watchmen pour le compte de la 20th Century Fox. Mais en 1991, après l'écriture d'une première version du scénario, le studio met en vente ses droits et conclut un arrangement avec Gordon, qui prévoit que Fox aura une option de participation si le projet était relancé. En 1994, Gordon transmet le projet à Warner Bros., qui engage Terry Gilliam pour réaliser le film. Des acteurs célèbres sont contactés pour interpréter les rôles principaux : Arnold Schwarzenegger pour le Dr Manhattan, Sigourney Weaver et Jamie Lee Curtis pour le Spectre soyeux, Robin Williams ou David Bowie pour Rorschach, Kevin Costner et Richard Gere pour le Hibou et Gary Busey pour le Comédien. Mais des problèmes de financement ainsi que la conviction de Gilliam que l'adaptation est infaisable sous forme de film (il pense qu'il faudrait plutôt en faire une mini-série) font que Warner abandonne le projet.
En octobre 2001, Gordon relance le projet en s'associant avec Lloyd Levin et Universal Pictures, et David Hayter est engagé pour écrire et réaliser le film. Mais Hayter et les deux producteurs quittent Universal en raison de différends créatifs et se mettent à la recherche d'un autre studio de production. En juillet 2004, Paramount Pictures rejoint le projet et engage Darren Aronofsky comme réalisateur, puis Paul Greengrass quand Aronofsky décide de privilégier The Fountain. Mais, à la suite d'un changement dans sa direction, Paramount choisit de vendre à son tour les droits d'adaptation.
Tim Burton fût également intéressé pour réaliser le film et aurait engagé son acteur fétiche Johnny Depp pour le rôle du Comédien mais finit par changer d'avis pour conflit d'emploi du temps.
En octobre 2005, Gordon et Levin rencontrent les dirigeants de Warner Bros. pour les persuader de revenir sur le projet. La compagnie, impressionnée par le travail de Zack Snyder sur 300, le contacte pour réaliser le film, alors qu'Alex Tse écrit une nouvelle version du script en conservant de nombreux éléments de celui de Hayter mais en replaçant l'action dans le contexte de la guerre froide et en ajoutant une intrigue sur la diminution des ressources d'énergie,. Suivant la même approche que pour 300, Snyder n'opère que peu de changements par rapport au visuel de la B.D., qu'il utilise comme storyboard. Après des négociations entre Paramount et Warner Bros., il est convenu que Paramount, qui a déjà dépensé 7 000 000 $ dans le projet, conserve les droits de distribution internationaux ainsi que 25 % sur la propriété du film.

### Attribution des rôles
L'attribution des rôles a lieu au début de l'été 2007. Des six acteurs principaux, Jackie Earle Haley était le seul à avoir lu Watchmen et, enthousiaste à l'idée d'interpréter ce personnage, fait tout pour obtenir le rôle de Rorschach, pour lequel Daniel Craig, Simon Pegg, John Hurt, Sean Penn, Doug Hutchison et Glen Hansard ont aussi été envisagés. John Cusack est intéressé pour jouer le rôle du Hibou tout comme Christopher Walken, Joaquin Phoenix et Nathan Fillion qui sont approchés avant l'implication de Zack Snyder dans le projet. Snyder choisit Patrick Wilson après avoir vu Little Children, film dans lequel joue également Haley.
Keanu Reeves et Dolph Lundgren sont pressentis pour le rôle du Dr Manhattan, et Jude Law et Tom Cruise pour celui d'Ozymandias mais ces idées sont abandonnées pour des raisons budgétaires, et c'est finalement Billy Crudup qui prête sa voix et ses mouvements au Docteur Manhattan et Matthew Goode qui est retenu pour le rôle d'Ozymandias, pour lequel Snyder estime que l'acteur a le physique et la sophistication nécessaires. Hilary Swank, puis Jessica Alba, Jessica Biel, Jennifer Connelly, Hilary Duff, Natalie Portman, Rachel Weisz, Kate Winslet et Milla Jovovich sont envisagées pour le rôle du Spectre Soyeux mais Snyder pense qu'elles sont trop connues et leur préfère Malin Åkerman, une relative inconnue.
Pour interpréter le Comédien, les producteurs Lawrence Gordon et Lloyd Levin rencontrent tout d'abord Ron Perlman. Snyder pense pour sa part à Thomas Jane mais l'acteur décline l'offre car il est occupé par d'autres projets. Gerard Butler, qui fera la voix d'un pirate sur un court-métrage dérivé du film, est également envisagé. C'est finalement Jeffrey Dean Morgan qui est engagé par Snyder, qui le trouve parfait pour le rôle. En lisant les comics, Morgan manque de refuser le rôle quand il voit que son personnage est tué dès le début, mais son agent le persuade de continuer sa lecture afin qu'il se rende compte de son importance dans les flashbacks. Carla Gugino joue le rôle de Sally Jupiter, le premier Spectre soyeux, mais les noms de Sigourney Weaver, Jamie Lee Curtis, Ann-Margret, Liv Tyler et Catherine Zeta-Jones ont également été avancé pour interpréter ce personnage.

### Tournage

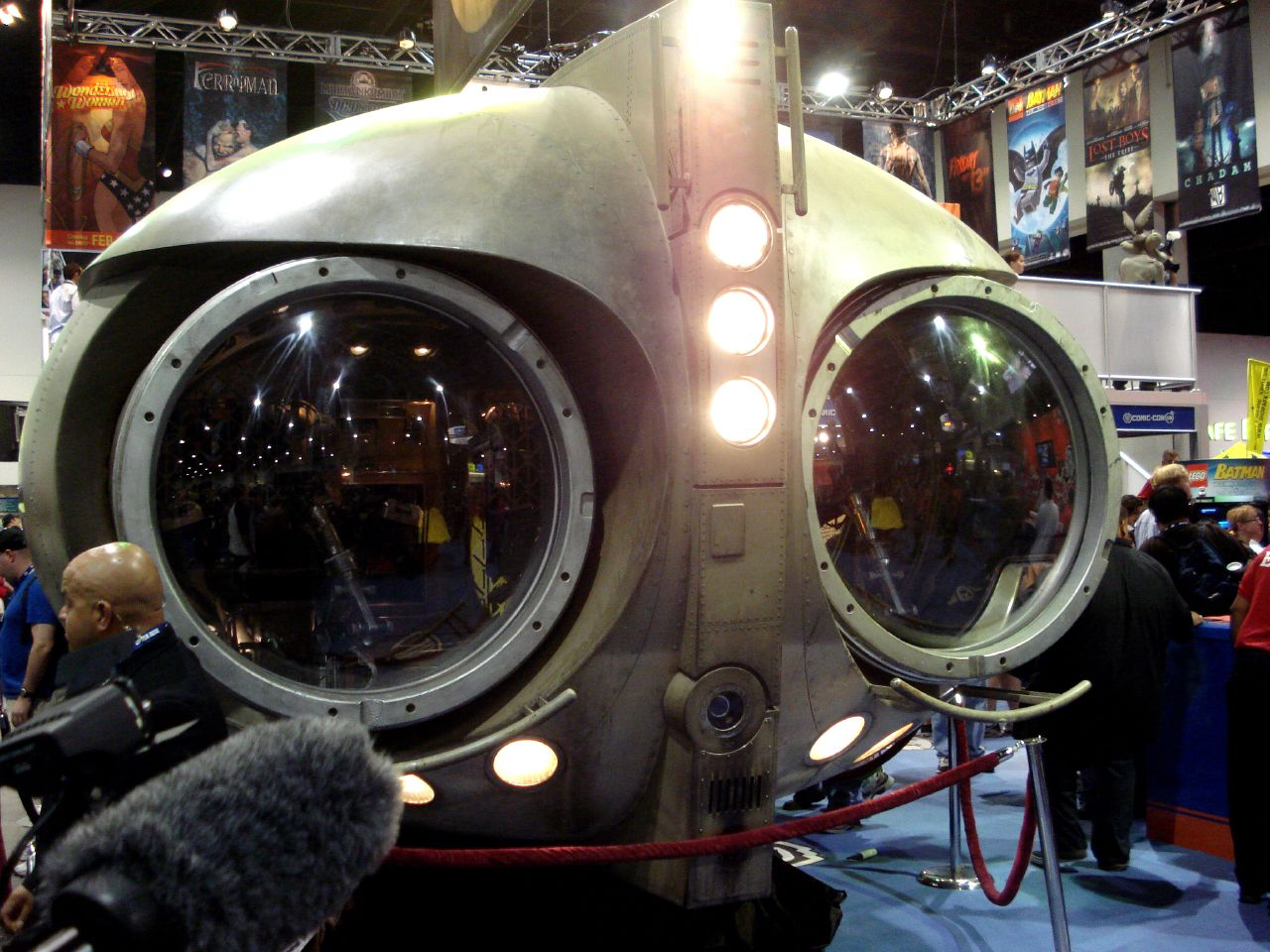
Archie, l'engin volant du Hibou, exposé à la Comic-Con 2008.

Le tournage se déroule à Vancouver du 17 septembre 2007 au 19 février 2008. Les scènes se déroulant sur Mars et en Antarctique sont filmées sur fond vert. Les dessinateurs Adam Hughes et John Cassaday sont engagés pour travailler sur le design des costumes. Des changements assez importants sont opérés pour le design des costumes du Hibou, du Spectre Soyeux et d'Ozymandias, Snyder tenant notamment à rendre le costume du premier plus effrayant et à intégrer des vêtements et des objets égyptiens chez le dernier. Le chef décorateur Alex McDowell rend hommage à Docteur Folamour pour le design de la salle de réunion de Nixon et son état-major et à L'Homme qui venait d'ailleurs pour celui de l'appartement du Dr Manhattan.
Les effets spéciaux sont utilisés pour 1 100 prises de vues et un quart des effets fait appel à l'infographie. Pour créer les taches d'encre bougeant sous le masque de Rorschach, des marqueurs de capture de mouvement ont été placés dessus afin que les animateurs puissent y ajouter des formes changeantes. Le corps du Dr Manhattan est modelé sur celui du mannequin Greg Plitt, sur lequel est placée la tête de Billy Crudup numérisée en 3D. Dix sociétés différentes participent à la création des effets spéciaux.

## Bande originale
- Tyler Bates commence à travailler sur la bande originale du film en novembre 2007 en prenant comme inspirations celles du Sixième Sens, de Blade Runner et de Police fédérale Los Angeles[46]. Les parties les plus orchestrales de la musique sont interprétées par l'ensemble Hollywood Studio Symphony[47]. Le principal défi que Bates doit relever est d'assurer une transition musicale efficace entre les différentes chansons célèbres qui sont également utilisées dans la bande originale[48].
- Une version rallongée de The Times They Are a-Changin' de Bob Dylan est utilisée pour le générique de début, alors que le groupe My Chemical Romance reprend une autre chanson de Dylan, Desolation Row, pour celui de fin.
- La musique du film reprend aussi, pour les scènes sur les origines du Dr Manhattan, deux morceaux composés par Philip Glass pour le film Koyaanisqatsi (1982)[49].
- Deux albums différents, Watchmen: Music from the Motion Picture (pour les chansons) et Watchmen: Original Motion Picture Score (pour la musique originale), sortent le 3 mars 2009 chez Reprise Records et Warner Bros. Records.
- Certaines chansons que l'on peut entendre dans le film, 99 Luftballons de Nena et une version muzak de Everybody Wants to Rule the World de Tears for Fears, ne figurent pas sur le premier album.

## Accueil

### Accueil critique
Le film a reçu des critiques très diverses, divisant totalement la profession et recueillant 65 % de critiques favorables, avec un score moyen de 6,3⁄10 et sur la base de 294 critiques collectées, sur le site Rotten Tomatoes. Sur le site Metacritic, il obtient un score de 56⁄100, sur la base de 39 critiques collectées. Analysant cette division, Geoff Boucher, du Los Angeles Times, estime que le film continuera à alimenter de nombreux débats pendant longtemps parmi la critique et le public, à l'instar de Fight Club, Eyes Wide Shut ou La Passion du Christ. Il trouve lui-même que le film est fidèle à la B.D. et comporte quelques grands moments (le générique du début, l'histoire du Dr Manhattan et, de façon générale, toutes les scènes avec Jackie Earle Haley) mais qu'il est trop long et trop ambitieux. Il conclut en écrivant que c'est « le divertissement le plus audacieux jamais réalisé ».
Parmi les critiques positives, Kyle Smith, du New York Post, lui donne la note maximale, estimant que c'est un film « cérébral et scintillant », sombre et vivifiant à la fois et « encore plus sérieux et politique que The Dark Knight ». Roger Ebert, du Chicago Sun-Times, évoque « une expérience puissante » et un « film viscéralement irrésistible » qui est assez riche « pour être vu plus d'une fois ». Mick LaSalle, du San Francisco Chronicle, estime que le film atteint « la sophistication psychologique que The Dark Knight visait » et loue l'inventivité de la mise en scène et la performance des acteurs. Pour Richard Corliss, de Time, le film est « à la fois admirable et entravé par sa fidélité à l'œuvre originale » et comporte « quelques moments de grandeur ». Et Ian Nathan, d'Empire, évoque « une adaptation élégante, stylisée et convenable ».
Du côté des critiques négatives, Claudia Puig, de USA Today, estime que le film commence très bien mais devient par la suite « pesant, compliqué » et « prétentieux ». Pour Justin Chang, de Variety, c'est une adaptation fidèle mais surpassée par l'œuvre originale, et où même les scènes reprenant l'original à l'identique « paraissent désinvoltes et tronquées ». Philip Kennicott, du Washington Post, évoque un film « trop long et ennuyeux » et des dialogues faibles. Pour Devin Gordon, de Newsweek, le problème du film est d'être trop fidèle à la B.D., devenant ainsi « confus et sans identité propre » . Et Anthony Oliver Scott, du New York Times, estime que le film contient « quelques moments de grâce » mais que sa violence cache « un nihilisme superficiel derrière sa prétention intellectuelle ».
En France, il a été accueilli plus favorablement et obtient une moyenne de 3,7 étoiles sur 5 pour les critiques de la presse sur le site Allociné. Pour Christophe Beney, des Cahiers du cinéma, le film, « à contre-courant du temps », extrait « miraculeusement du chaos une forme unique par sa beauté, vouée à rester ». Stéphanie Belpêche, du Journal du dimanche, loue le « charisme des acteurs principaux » ainsi que « l'incroyable fluidité de la narration », l'« humour très noir » et la « bande originale perpétuellement en décalage ». Yann Lebecque, de L'Écran fantastique, évoque un film « à la fois intelligent, flamboyant, drôle, émouvant et d'une beauté rare ». Cédric Delelée, de Mad Movies, estime que Snyder « livre un spectacle imparfait mais captivant, qui n'appartient qu'a lui ». Michel Valentin, du Parisien, évoque « un vrai rouleau compresseur de deux heures quarante, à couper le souffle du début à la fin ». Pour Éric Libiot, de L'Express, Watchmen montre « la face sombre de l'Amérique » et est « très ambitieux, souvent passionnant, formellement impressionnant » mais « un peu long ».
Plus mitigé, Adrien Gombeaud, de Positif, estime que ce « film foisonnant… suit presque case à case l'histoire originale » et « laisse le spectateur ballonné » mais « s'élève malgré tout au-dessus [des] autres blockbusters » car on y retrouve « l'ambition démesurée, l'ironie et la radicalité du livre ». Les rares critiques négatives viennent de Vincent Ostria, de L'Humanité, qui trouve que « malgré ses audaces narratives, Watchmen déploie un type de quincaillerie, […] rendu obsolète » ; et de la rédaction du Nouvel Observateur, pour qui l'œuvre « malgré quelques moments inspirés, se regarde comme la mégabande-annonce d'un film qui reste à faire ».
En Belgique, Didier Stiers, du Soir, estime que le film est impressionnant, que Snyder « restitue parfaitement certaines des séquences les plus captivantes de la BD d’origine », et souligne « la géniale prestation de Jackie Earle Haley alias Rorschach ». Il regrette seulement que le réalisateur « ait ici et là privilégié le détail visuel aux dépens d’un poil plus de contenu ».

### Box-office
Le film, malgré un bon démarrage aux États-Unis où il a rapporté près de la moitié de ses recettes totales le premier week-end, a connu un succès commercial assez limité par rapport à son budget, rapportant 185 258 983 $ au box-office mondial, dont 107 509 799 $ aux États-Unis et au Canada. En Europe, il a dépassé le million d'entrées au Royaume-Uni (1 640 015) et a réalisé 754 785 entrées en France, 126 500 en Belgique, et 45 725 en Suisse.
| Pays         | Box-office    | Pays             | Box-office  | Pays      | Box-office |
| ------------ | ------------- | ---------------- | ----------- | --------- | ---------- |
| États-Unis   | 107 509 799 $ | Mexique          | 2 295 796 $ | Hong Kong | 781 728 $  |
| Royaume-Uni  | 13 610 059 $  | Brésil           | 1 987 525 $ | Malaisie  | 772 763 $  |
| Australie    | 6 152 116 $   | Pays-Bas         | 1 524 786 $ | Finlande  | 754 219 $  |
| France       | 5 869 005 $   | Belgique         | 1 223 314 $ | Thaïlande | 750 406 $  |
| Russie       | 5 472 197 $   | Suède            | 1 115 137 $ | Autriche  | 736 009 $  |
| Allemagne    | 5 292 211 $   | Danemark         | 1 036 664 $ | Singapour | 715 880 $  |
| Espagne      | 4 316 109 $   | Norvège          | 936 115 $   | Taïwan    | 648 733 $  |
| Japon        | 4 035 072 $   | Nouvelle-Zélande | 907 965 $   | Turquie   | 617 618 $  |
| Italie       | 3 610 479 $   | Philippines      | 850 163 $   | Suisse    | 605 706 $  |
| Corée du Sud | 3 053 729 $   | Grèce            | 839 672 $   | Venezuela | 540 329 $  |

## Distinctions
Entre 2009 et 2010, le film Watchmen : Les Gardiens a été sélectionné 35 fois dans diverses catégories et a remporté 11 récompenses.

### Année 2009
| Cérémonie ou récompense                                                  | Catégorie / Récompense                                  | Nommé(es) / Lauréat(es)                                                                                        | Résultat   |
| ------------------------------------------------------------------------ | ------------------------------------------------------- | --- | ---------- |
| Association professionnelle d'Hollywood (Hollywood Post Alliance)        | Prix HPA du meilleur message audio dans un long métrage | Chris Jenkins, Frank A. Montaño, Scott Hecker, Eric A. Norris et les installations sonores d'Universal Studios | Lauréat    |
| Prix BMI du cinéma et de la télévision                                   | Prix BMI de la meilleure musique de film                | Tyler Bates | Lauréat    |
| Prix Rondo Hatton horreur classique (Rondo Hatton Classic Horror Awards) | Meilleur film                                           | Zack Snyder | Nomination |
| Prix Schmoes d'or                                                        | Schmoes d'or du personnage le plus cool de l'année      | Rorschach | Lauréat    |
| Prix Schmoes d'or                                                        | Schmoes d'or de la meilleure musique dans un film       | Watchmen : Les Gardiens                                                                                        | Lauréat    |
| Prix Schmoes d'or                                                        | Schmoes d'or de la meilleure bande-annonce de l'année   | Watchmen : Les Gardiens                                                                                        | Lauréat    |
| Prix Schmoes d'or                                                        | Schmoes d'or du meilleur DVD / Blu-Ray de l'année       | Watchmen : Les Gardiens                                                                                        | Lauréat    |
| Prix Schmoes d'or                                                        | Schmoes d'or des meilleurs S&C de l'année               | Malin Åkerman                                                                                                  | Lauréat    |
| Prix Schmoes d'or                                                        | Meilleur acteur dans un second rôle de l'année          | Jackie Earle Haley                                                                                             | Nomination |
| Prix Schmoes d'or                                                        | Meilleure réplique de l'année                           | (« Vous êtes tous enfermés ici avec moi ! »)                                                                   | Nomination |
| Prix Schmoes d'or                                                        | Film le plus sous-estimé de l'année                     | Watchmen : Les Gardiens                                                                                        | Nomination |
| Prix Schmoes d'or                                                        | Film le plus trippant de l'année                        | Watchmen : Les Gardiens                                                                                        | Nomination |
| Prix Schmoes d'or                                                        | Meilleur film de science-fiction de l'année             | Watchmen : Les Gardiens                                                                                        | Nomination |
| Prix Schmoes d'or                                                        | Meilleurs effets spéciaux de l'année                    | Watchmen : Les Gardiens                                                                                        | Nomination |
| Prix Schmoes d'or                                                        | Affiche de cinéma préférée de l'année                   | Watchmen : Les Gardiens                                                                                        | Nomination |
| Prix Schmoes d'or                                                        | La plus grande déception de l'année                     | Watchmen : Les Gardiens                                                                                        | Nomination |
| Prix Scream                                                              | Meilleure révélation féminine                           | Malin Åkerman                                                                                                  | Nomination |
| Prix Scream                                                              | Meilleure actrice dans un second rôle                   | Carla Gugino                                                                                                   | Nomination |
| Prix Scream                                                              | Meilleur casting                                        | Watchmen : Les Gardiens                                                                                        | Nomination |
| Prix Scream                                                              | Meilleur film fantastique                               | Watchmen : Les Gardiens                                                                                        | Nomination |

### Année 2010
| Cérémonie ou récompense                                                       | Catégorie / Récompense                                                     | Nommé(es) / Lauréat(es) | Résultat   |
| ----------------------------------------------------------------------------- | -------------------------------------------------------------------------- | --- | ---------- |
| Association du cinéma et de la télévision en ligne                            | Séquence des meilleurs titres                                              | | Lauréat    |
| Éditeurs de sons de films                                                     | Meilleur montage sonore - Effets sonores et bruitages dans un long métrage | Scott Hecker, Eric A. Norris, Jeremy Peirson, Tim Gedemer, Rick Hromadka, Ai-Ling Lee, Daniel Pagan, Bruce Tanis, David Werntz, Derek Pippert, Michael Broomberg, Gary A. Hecker | Nomination |
| Académie des films de science-fiction, fantastique et d'horreur - Prix Saturn | Prix Saturn du meilleur film fantastique                                   | Watchmen : Les Gardiens | Lauréat    |
| Académie des films de science-fiction, fantastique et d'horreur - Prix Saturn | Prix Saturn des meilleurs costumes                                         | Michael Wilkinson | Lauréat    |
| Académie des films de science-fiction, fantastique et d'horreur - Prix Saturn | Prix Saturn de la meilleure version DVD / Blu-Ray édition spéciale         | (édition "The Ultimate Cut") | Lauréat    |
| Académie des films de science-fiction, fantastique et d'horreur - Prix Saturn | Meilleure actrice dans un second rôle                                      | Malin Åkerman | Nomination |
| Académie des films de science-fiction, fantastique et d'horreur - Prix Saturn | Meilleure réalisation                                                      | Zack Snyder | Nomination |
| Académie des films de science-fiction, fantastique et d'horreur - Prix Saturn | Meilleur scénario                                                          | Alex Tse et David Hayter | Nomination |
| Académie des films de science-fiction, fantastique et d'horreur - Prix Saturn | Meilleurs décors                                                           | Alex McDowell | Nomination |
| Académie des films de science-fiction, fantastique et d'horreur - Prix Saturn | Meilleurs effets spéciaux                                                  | John 'D.J.' Des Jardin, Peter G. Travers, Joel Whist et Jessica Norman | Nomination |
| Prix SFX (SFX Awards)                                                         | Meilleur film                                                              | Watchmen : Les Gardiens | Nomination |
| Prix SFX (SFX Awards)                                                         | Meilleur réalisateur                                                       | Zack Snyder | Nomination |
| Société des critiques de films en ligne                                       | Meilleur acteur dans un second rôle                                        | Jackie Earle Haley | Nomination |
| Société des effets visuels                                                    | Meilleur personnage animé dans un film live                                | Aaron Campbell, Kevin Hudson, Victor Schutz et Keith W. Smith | Nomination |
| Taurus - Prix mondiaux des cascades                                           | Meilleur combat                                                            | Tim Connolly et Richard Cetrone | Nomination |

## Analyse
Selon Christophe Beney, des Cahiers du cinéma, les héros masqués se caractérisent avant tout par leur « entêtement à résister à l'écoulement naturel des choses, à refuser le vieillissement ». Les corps changent mais le masque reste inaltéré, « parade concrète aux effets du temps », symbolisant leur obsession de « l'idée de durer ». Cela s'applique aussi à Richard Nixon, rangé par Beney du côté des super-vilains, dont la prothèse faciale équivaut à un masque et qui est également obsédé par la longévité, en étant à son 5e mandat présidentiel. L'existence même des Watchmen « est motivée par la seule volonté de faire perdurer un héritage », celui laissé par leurs prédécesseurs qui disparaissent un par un pendant un générique rythmé à dessein par la chanson The Times They Are a-Changin' (« les temps sont en train de changer » en français). C'est néanmoins le docteur Manhattan, ce « fils d'horloger transformé en Dieu pour avoir entrevu l'arrêt du temps », qui demeure l'exemple le plus efficient du refus de laisser le temps avoir une prise sur lui.

## Autour du film

### Différences entre le film et le comic

Le smiley emblématique du Comédien.

Le film est adapté du comic Watchmen, publié par DC Comics entre 1986 et 1987. Outre les inévitables différences entre un livre ou une bande dessinée originale et son adaptation cinématographique, la principale différence est la cause du cataclysme provoqué par Ozymandias. Dans le comic, c’est la téléportation d’un faux extra-terrestre (en fait une création de Veidt) qui cause la mort de millions de personnes à New York, alors que dans le film, Ozymandias fait croire à l'humanité que le Dr Manhattan attaque simultanément différentes villes du globe. Pour Bob Rehak, ce changement s'explique en partie par le fait d'avoir une fin qui soit plus en phase avec les préoccupations contemporaines d'un monde post 11 septembre.
Quelques autres différences sont de moindre importance :
- La visite de Rorschach chez Ozymandias pour le prévenir de la mort du Comédien, après être allé chez Dan et avant d'aller voir le Dr Manhattan et Laurie, est absente du film.
- Après la confusion qui survient lors de l'interview télévisée du Dr Manhattan, c'est le public qui est téléporté hors du studio. La téléportation du Dr Manhattan sur Mars ne survient que plus tard. La version Director's Cut corrige cette différence.
- Hollis Mason (le premier Hibou) est massacré par des membres d’une bande de jeunes voyous. Cette scène est présente dans la version Director's Cut du film, mais non dans la version originale.
- Lorsque Walter Kovacs devient réellement Rorschach (tel qu'il l'explique à son psychiatre), il laisse le criminel brûler vif après avoir tué ses chiens à coups de hachoir à viande. Dans la version Director's Cut, il tue également l'homme avec le hachoir à viande.
- Alors que dans le comics Rorschach, après son évasion de prison, convainc Dan de passer à son ancien appartement pour y récupérer une tenue de rechange et la version définitive de son journal, il récupère dans le film ses affaires à la prison.
- Dans le film, le Dr Manhattan utilise ses pouvoirs afin que Laurie se rende compte que le Comédien est son père. Dans le comic, Laurie arrive à cette conclusion par ses propres moyens.
- La bande dessinée fictive Les Contes du vaisseau noir, lue par un jeune afro-américain à côté d'un kiosque à journaux tout au long de l'histoire n'est pas présente dans la version cinéma du film. Elle est réintégrée, sous son titre original Tales of the Black Freighter, dans le montage Ultimate Cut du film. C'est Gerard Butler qui prête sa voix au pirate maudit de l'histoire. Le personnage du lecteur fait toutefois une rapide apparition dans le film.
- Dans le film, certaines répliques de Rorschach ont été supprimées, notamment lorsqu'il prévient les autres héros masqués de la mort du Comédien. De même, ses relations avec le journal d'extrême droite New Frontiersman, dont il est un lecteur assidu, ne sont pas réellement présentes dans le film. Cela concourt à lisser le personnage de Rorschach.

Dave Gibbons a travaillé sur le film en tant que conseiller, dessinant notamment les storyboards de la fin du film, mais Alan Moore, fidèle à son habitude, a refusé d'attacher son nom à cette adaptation de son travail et a déclaré n'avoir aucune intention de voir le film, expliquant qu'il ne doutait pas que le script soit aussi proche que possible de son histoire mais que son œuvre était « un comic. Pas un film, ni un roman. Un comic. Elle a été écrite d'une certaine manière et dessinée pour être lue d'une certaine manière : dans un fauteuil, confortablement installé près du feu avec une tasse de café ». Moore a signé un contrat pour que son nom ne figure pas au générique et a cédé tous ses droits à Gibbons, comme il l'avait fait avec David Lloyd pour V pour Vendetta. En effet, il s'est totalement désintéressé des adaptations cinématographiques pouvant être faites de ses œuvres depuis La Ligue des gentlemen extraordinaires.

### Références dans le film

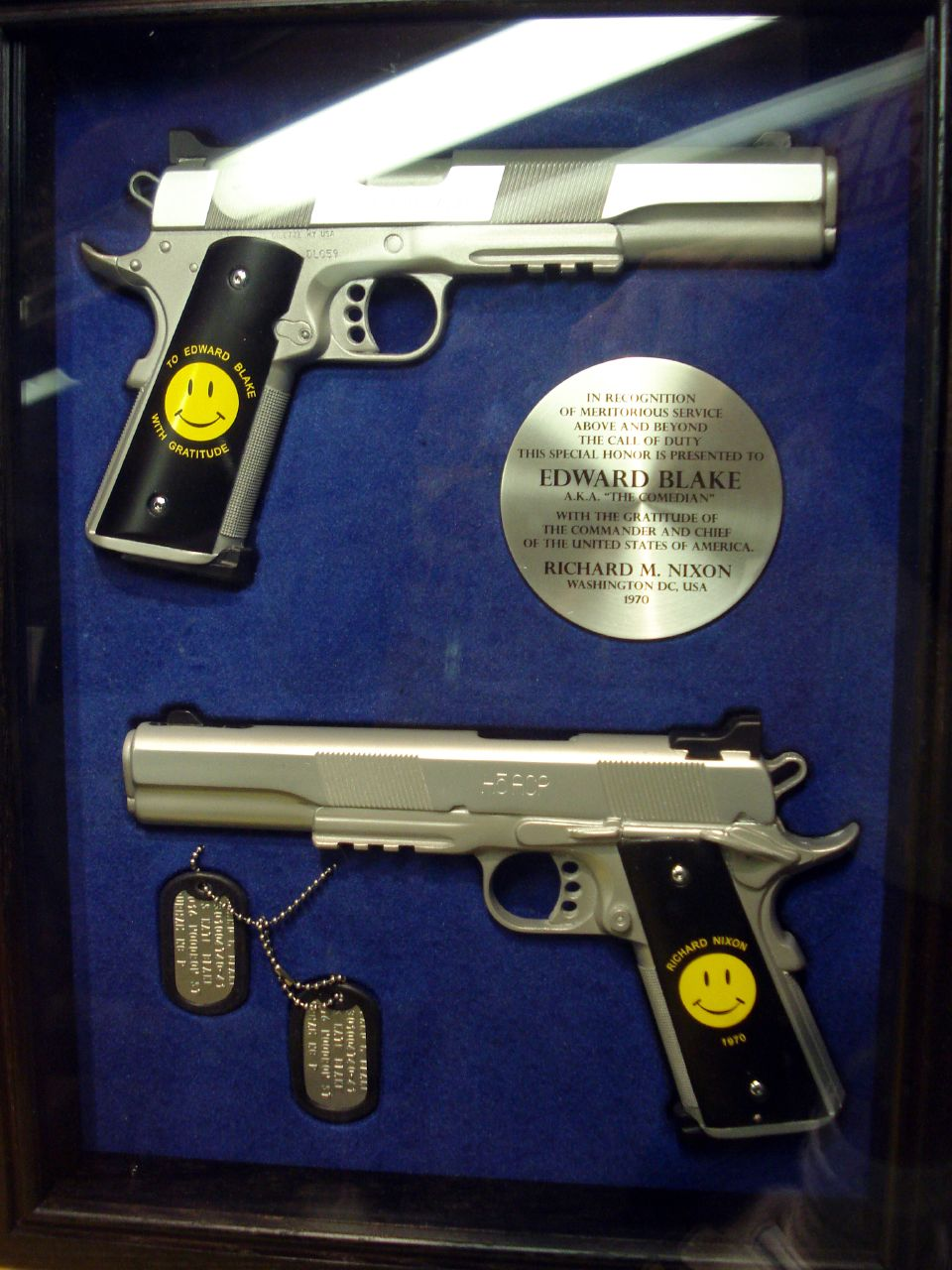
Les pistolets du Comédien exposés à la Comic-Con 2008.